# Modica
Modica je italské město v oblasti Sicílie, které je společně s dalšími sedmi městy součástí světového dědictví UNESCO pod souhrnnou položkou „Pozdně barokní města v údolí Val di Noto“. Je vzdálené 13 km od provinčního města Ragusa. Sousedí s obcemi Buscemi, Noto, Palazzolo Acreide, Rosolini (v obvodu Volného sdružení obcí Siracusa) a Giarratana, Ispica, Pozzallo, Ragusa, Scicli (Volné sdružení obcí Ragusa).
Přestože bylo město postiženo zemětřeseními v letech 1613 a 1693 a povodněmi v letech 1833 a 1902, zachovala se jedna z nejkrásnějších architektur na ostrově v sicilském barokním stylu. V Modice je velká barokní katedrála, zasvěcená svatému Jiří. Byla sice po zemětřesení v roce 1693 přestavěna, původní stavba je však, stejně jako mnoho jiných částí města, středověká.

## Vývoj počtu obyvatel
Počet obyvatel